# Димитър Списаревски
Димитър Светозаров Списарѐвски е български офицер, летец изтребител. Приживе е поручик, посмъртно произведен капитан (1944 г.) и полковник през 2009 г.) Кавалер е на ордена „За храброст“ (посмъртно).
Родът му е от Кюстенджа. Загива при боен полет, по време на бомбардировките на София през Втората световна война, след като сваля американски бомбардировач B-24 чрез въздушен таран.

## Биография
Димитър Списаревски, наричан от другарите си Спаич, е роден на 19 юли 1916 г. в Добрич, тогава в Румъния, 49 дни преди градът да бъде освободен от българската войска по време на Първата световна война. Майка му Елисавета е родом от Белоградчик. Баща му, офицерът от запаса Светозар Списаревски и чичо му, дипломатът Коста Списаревски, са българи от Кюстенджа. Димитър е потомък на котленски възрожденски род, чиито корени се знаят до първата половина на XVIII век. Другият чичо на летеца, също Димитър Списаревски, е офицер и поет, кавалер на български и сръбски ордени за храброст. В края на Междусъюзническата война е убит при Злетовска река, докато е парламентьор при сърбите.
След Ньойския договор от 1919 г. Добрич заедно с цяла Добруджа отново са анексирани от Румъния. Поради нетърпимостта на бащата към румънската окупация, още през 1919 г. след една протестна публична проява на главата на семейството, Списаревски са експулсирани от румънската власт. Местят се в гр. Лом на ул. „Ивайло“ № 8. През 1924 г. се местят в Белоградчик, при родителите на майка му, където живеят цели 8 години. Накрая, от 1932 г. живеят в София на ул. „Хан Аспарух“ № 57. Бащата започва работа като финансов инспектор. Светозар Списаревски възпитава сина си Димитър в непоколебим свободолюбив дух, мъжественост и горещо родолюбие.
В София Димитър Списаревски постъпва в елитната Втора мъжка гимназия „Цар Борис III“ (днес 22-ро СЕУ). Завършва през 1934 г. В зрелостното му свидетелство е отбелязано, че е бил знаменосец на училището. Мечтата му да стане летец се проявява още в гимназията. Като ученик в шести (сегашен 10-и) клас, в кръжока по авиомоделизъм заедно със свои другари построяват безмоторен самолет.
Димитър расте висок, здрав и буен. Отличен гимнастик, плувец и футболист, занимава се с борба и бокс. От 1933 до 1935 г. е футболист на юношите на ПФК Левски (София), играе в няколко приятелски срещи в мъжкия отбор.
Димитър Списаревски тръгва по офицерския път на баща си и чичо си и постъпва във Военното на Н. В. училище. Заради простъпка още преди да завърши първата година, е откомандирован и е изпратен да служи като редник в Шеста пехотна „Търновска“ дружина – в гр. София. За отлично поведение, след няколко месеца е произведен в кандидат-подофицер и по лично ходатайство на командира на полка правата му на юнкер са възстановени. Върнат е в училището и го завършва в 1938 г. в 57-и „Средногорски“ випуск. През 1936 г. е обявен конкурс за летци и той е сред първите, кандидатирали се за новата специалност. Пролетта на 1937 г. юнкерите кандидат пилоти, всеки четвъртък посещават летището край Божурище и участват в подготовката на самолетите за полети и на парашутистите за скокове. През лятото преминават курс и летят, като „наблюдател на туристически самолет“, за което на 20.09.1937 г. получават и първите си свидетелства. През 1938 г. протупей-юнкерите от целите два випуска 57-и и 58-и („Родопски“) са изпратени за обучение като летци в Германия и Полша. От април 1938 до юли 1939 се обучава в авиационната школа в Кауфбойрен до гр. Аугсбург, където лети на самолети „Хайнкел 72 Кадет“ и „Фоке Вулф 44“. На 18-ти юни 1938 г. Димитър изпълнява своя първи самостоятелен полет „по кръга“. Това е паметна дата за всеки пилот. Нещо, като второ раждане и първа самостоятелна среща с мечтания небесен океан. След това, заедно с всичките си колеги от групата, продължава изпълнението на останалата част от програмата за обучение с многобройни самостоятелни полети „по кръга“ и по маршрути. След три месечно обучение, през месец юли 1938 г., Димитър Списаревски, заедно със своите колеги, получават първия си лиценз с права да пилотират едномоторен граждански самолет. След това усъвършенства висшия пилотаж в авиационното училище в Шлайсхайм до Мюнхен, където лети на „Арадо 68“. В тази база обучението е в изпълнение на фигури от сложния пилотаж, полети по прибори в сложни метеорологични условия и нощни полети – все изключително важни и сложни пилотажни умения. Накрая през 1939 г. завършва с отличен успех най-престижната изтребителна школа за маневрен въздушен бой във Вернойхен, на 10 км североизточно от столицата Берлин.
След пристигането си в България от юли 1939 г. завършилите училището са включени в състава на 2-ри изтребителен орляк, разширен и преименуван в 6-и изтребителен полк. Полкът се базира на летище Марино поле край Карлово, по-късно е преименуван в 3/6 изтребителен орляк. Командир е кап. Чудомир Топлодолски. Списаревски е включен в състава на ято изтребители П3Л24 „Ястреб“, като командир на строево крило във 2-ри армейски въздушен полк, дислоциран близо до турската граница. На тази длъжност остава до лятото на 1941 г. Лети със самолети Авиа 534 „Доган“. Усвоява управлението на първите доставени в България германски изтребители Месершмит Bf-109Е, наричани в България „Стрела“.
От края на март 1942 г. е старши инструктор в изтребително-щурмовата школа за висш пилотаж на Въздушния учебен полк в Долна Митрополия. През 1942 г. е назначен за командир на ято в изтребителен полк.
След това младият офицер Списаревски е назначен във Военновъздушното и свързочно училище в Скопие, като командир на 2-ра свързочна рота на летището. Според тогавашните предвижданията на генералния щаб се очаква основното нападение срещу България да е от Скопие. В града действат въоръжени партизански групи. В Скопие.
Командирован е отново в 6-и изтребителен полк на летище Марино поле, където е ротен командир до август 1943 г.
Списаревски е с патриотични и антикомунистически убеждения. Като офицер от армията счита за недостойни полицейските методи. Заявява, че: „Аз не съм се учил да ходя по горите да гоня нелегалните. Аз съм се учил да бъда летец“. Отказва да участва в разпита на подофицер Аяров, след като цивилен следовател нанася побой на арестувания. Заявява пред колегата си Павлов: „Излизай, излизай, нямаме работа тук. Идиоти, шамари ще бият на български войник!“.
Списаревски участва в борбата срещу партизаните. Видно от донесението на командира на 6-и изтребителен полк полковник Вълков, че съгласно „Правилника за реда за оказване на помощ на полицията от войската“ командирът изпраща рота от полка, командвана от поручиците Димитър Списаревски и Виктор Евстатиев (Павлов). Задачата е „да действат срещу антидържавните въоръжени изменнически елементи“. На 26 май 1943 г. при претърсване на горите край гр. Карлово ротата залавя един партизанин и ранява още един.
През лятото на 1943 г. Списаревски е командирован с още един български пилот, за да се запознае с тактиката на англо-американската авиация и начините на борба с нея. Изпратен е край Ламанша, но не участва във въздушните боеве. Усвоява в бойни условия тактика на германската изтребителна авиация при въздушните боеве над Ламанша.
След завръщането си в България за кратко е зачислен на летище Карлово като ротен командир. На 11.12.1943 г. е назначен в състава на 3/6 орляк, разположен на летище Божурище за отбрана на столицата. Орлякът води бойни действия срещу американските бомбардировачи, нападали три пъти София през ноември и декември 1943 г.

## Въздушен бой на 20 декември 1943 г.
На 20 декември 1943 г. на височина от 7000 метра групировка от 37 американски бомбардировачи „Либърейтър“ B-24 „Liberator“ (Бе-24 „Освободител“) се насочва за поредната бомбардировка на София. Самолетите са 37, тежка бомбардировъчна групировка на 15-а Въздушна армия на САЩ. Формацията се съпровожда от 50 двумоторни двутели изтребители Lockheed P-38 Lightning (Локхийд Пе-38 „Светкавица“) от 82-ра изтребителна група. Българската ПВО вдига едва 38 машини срещу 87 противникови. Противникът е посрещнат от изтребители „Месершмит Me-109 Г-2“, излетели от летище Божурище и изтребители „Девоатин Д.520", излетели от летище Враждебна. Българският орляк 3/6 от летище Божурище излита в състав 16 изтребителя тип Messerschmitt Bf-109G-2. Задачата му е да завърже бой с противниковите изтребители. Орлякът от Враждебна – 2/6, излита в състав от 22 изтребителя „Девоатин“ Д.520. Задачата му е да атакува бомбардировачите и да ги принуди да хвърлят бомбите си извън София. Летците знаят, че трябва да спечелят време за мирното население да се укрие в скривалищата. Тактическите цели са постигнати, формацията е разстроена. В този бой артилерията на ПВО изстрелва 805 снаряда. В боя загиват поручик Списаревски и подпоручик Георги Кюмюрджиев. След тарана на Списаревски, поручик Кюмюрджиев влиза във въздушна схватка с 6 изтребителя „Лайтнинг“ и сваля водача на звеното лейтенант Едуард Тинкър, който към тази дата има 42 бойни полета. Воденият на Тинкър - лейтенант Фоли успаява да простреля самолета на подпоручик Кюмюрджиев, който се разбива край с. Калище, Радомирско и Георги Кюмюрджиев загива. Българските летци свалят 4 самолета – 1 бомбардировач и 3 изтребителя.
„Либърейтърите“ идват към София в две групи: северна в състав от 21 бомбардировача и южна, отвличаща, от 16 бомбардировача откъм Панчарево в клинов строй по тройки, ешелонирани в тилна колона, краят на която се губи до хоризонта. Българите смело се изправят с едва 38 машини срещу 87 вражески. Формират насрещен боен ред, ешелонирани поятно, по четворки в тилна колона. Летят срещу противниковите самолети на 6000 метра височина".
При нападението на американската авиация над София, от северната група са разрушени 113 сгради и е прекъснат релсовият път на околовръстната железопътна линия. Убити са 64 души, други 93 са ранени.
Когато започват бомбардировките над София, всяка сутрин пилотът подпоручик Дереков излита със своя самолет тип „Врана“ с окачени на крилата датчици за измерване на температурата, влажността, налягането и други метеорологични показатели, необходими за планирането на полетите. През 1942 г. Дереков е награден с немски железен кръст за храброст за военни заслуги. От ноември 1943 г. е на летище Божурище. При завръщането си от такъв полет на 19 декември 1943 г., при приземяването, удря с крилото на „Враната“ и поврежда опашните кормила на самолет „Месершмит“. Това е самолетът на капитан Списаревски. Списаревски реагира буйно, предизвиква юмручен бой и едва е удържан от саморазправа.
Поручик Димитър Списаревски от 3/6 изтребителен орляк е един от пилотите на бойно дежурство на летище Божурище, които трябва на 20 декември 1943 г. да пресрещнат атакуващите бомбардировачи. Това е първият му боен полет, за който той се готви отдавна. Списаревски излита с резервна машина, след другите. Когато достига бомбардировачите, въздушният бой вече се води.
Списаревски се откъсва от два американски изтребителя и се насочва към южната група от 16 „Либърейтъра“, взела курс към София. Взема на прицел една машина, атакува стремително, без да се отклонява от огъня на изтребителното ѝ прикритие.
Списаревски извършва маневра и нанася таранен удар на водещия формацията тежък американски бомбардировач. Бомбардировачът се взривява два пъти и се разпада във въздуха на три големи части. Спасява се само опашният стрелец, който е изхвърлен заедно с картечниците от ударната вълна.
Самолетът на Списаревски се разбива на височините над село Долни Пасарел, район Панчарево, област София. Тялото му е открито от местни хора сред отломките. От другата страна на селото падат части от поразения четиримоторен бомбардировач. До мястото на падането е единственият оцелял от екипажа – опашният стрелец подофицер Робърт Хенри Ренър. Местните хора го отвеждат в кметството. Вместо очакваната от него враждебност той среща човешко отношение и е нахранен. Загиналите девет души от екипажа на таранирания от Списаревски американски бомбардировач „Либърейтор“ Б-24 с позивна „Биг Ниг“ и борден номер 92, са погребани в гробището на с. Панчарево.

Има различни свидетелства за тарана. Най-близък очевидец е лейтенант Джон МакЛендън, американски пилот на „Лайтнинг“ от изтребителното прикритие, бордов номер 43 – 2352 от 97-а изтребителна ескадрила (97th Fighter Squadron). Малко след това МакЛендън също е свален и пленен. Той дава следното описание и оценка на действията на поручик Списаревски:
| „ | Шест минути преди да бъда свален станах свидетел на нещо нечувано и страшно … летящият като вихър български изтребител се отдалечи от поразената вече и падаща към земята наша „летяща крепост“ и хвърляйки се с цяла мощност към друга се стовари върху нея, отсече опашката ѝ и крепостта се разруши като голям дъб ударен от мълния… Наистина страшна смърт дори и за най-смелия пилот! | “ |

Лейтенант Едуард Тинкър (пилот на „Лайтнинг“ от изтребителното прикритие, бордов номер 43 – 2413, от 97-а изтребителна ескадрила), участник във въздушния бой на 20 декември 1943 година, заявява: 
| „ | Българските пилоти бяха по-добре тренирани и по-ожесточени, отколкото всички други, срещу които сме се изправяли | “ |

Подофицер Робърт Хенри Ренър (24 г., въздушен стрелец, единствения по чудо оцелял от екипажа на протаранения бомбардировач), след тарана на българина ужасен казва: 
| „ | Настана истински ад. Ударът на вашите летци беше изключително лют. | “ |

За свалянето на четиримоторен тежък бомбардировач на Списаревски са признати три въздушни победи, награден е посмъртно с орден „За храброст“ и е произведен в чин капитан. Погребан е в Централните софийски гробища в Алеята на летците.
Подофицер Робърт Хенри Ренър, единственият оцелял от екипажа на сваления с таран бомбардировач, по-късно по време на своето лечение в болницата, моли да се види с майката на Списаревски, за да ѝ предаде своите лични медали и ордени в знак на дълбоко уважение пред подвига и родолюбието на нейния син.
Радио Лондон посвещава отделна емисия на този бой, от Токио искат подробности за въздушния таран и „торпилата на японците на Балканите“. Немците го изучават подробно и вземат мерки за усилване корпуса на изтребителите, за да прилагат и те тази тактика. Факт е, че пилотът на следващия български таран, изтребителят Неделчо Бончев благополучно оцелява след като сваля така поредната летящата крепост.

Плененият Макландън ще си спомни: 
| „ | Дълго време, всяка нощ, ми се привиждаше как българският изтребител връхлита върху нашия бомбардировач. Не, това не е камикадзе. Достатъчно ми е да знам, че е бил поручик и се е казвал Списаревски. | “ |

## Военно-политическа обстановка
Решението на правителството на Богдан Филов и Народното събрание да се обяви „символична война“ на съюзниците е използвано като повод за въздушни нападения. На 18 октомври 1943 г. започва англо-американска въздушна офанзива на Балканите. Извършени са бомбардировки над България в София, Скопие и Велес. Операцията приключва след половин година тежки и разрушителни бомбардировки, наричани във военните планове на съюзниците „терористични“ въздушни нападения. Последната голяма бомбардировка на София е на 20 април 1944 г. Срещу България са пратени над 2500 изтребителя и тежки бомбардировачи. Срещу тях в защита са около 80 български летци изтребители от София, Карлово, Скопие и Ниш и 30 немски изтребителя, базирани в София. Участват и немски въздушни части от Скопие и Ниш. Общо по време на операция „Point Blank“ (Прицел от упор) София е бомбардирана 11 пъти. Операцията е част от въздушната кампания „Приливна вълна“ (Tidal wave), срещу нефтените полета около Плоещ. Поразени са най-вече граждански обекти, като Народния театър (тежко засегнат), църквата от ХІ век Свети Спас, силно разрушена. Градската библиотека е напълно унищожена на 30 март 1944 г., изгарят 40 000 тома книги. Католическата катедрала „Свети Йосиф“ е напълно унищожена на 30 март 1944 г. Голямата Софийска синагога е тежко засегната, изгаря уникалната и юдейска библиотека на общността, съхраняваща безценна колекция от средновековни равинистични трудове. Духовната академия е тежко засегната, изгорен е куполът на храма вграден в нея. Взривени и опожарени са хиляди жилищни сгради, разрушен е градският център.
Бомбардирани общо 168 населени места, от които 18 града, включително в „новите територии“. Хвърлени са 45 265 разрушителни и запалителни бомби, общо 4350 тона. Една част от бомбите са с взривател със закъснител. Целта е да се затрудни работата на спасителните екипи. Като част от военната пропаганда пресата предупреждава населението за пуснати бомби във вид на детски играчки. Загиват 1828 души и са тежко ранени 4744. 88% от загиналите са граждански лица – жени, деца и стари хора.
Общият брой на полетите през 1943 – 1944, е 23 000. Разрушени и повредени са 12 657 сгради. Нанесените материални щети възлизат на стойност над 24 милиарда тогавашни щатски долара. Загиват 22-ма български летци, съюзните немските пилоти също дават жертви. Загубени са 27 български самолета. Над територията на съвременна България са свалени и намерени на земята 60 американски, съветски и английски самолета. Други машини получават повреди. Противникът губи 689 летци и членове на екипажи – от тях загиват 256, а 333 са пленени. Неустановен брой противникови чинове са извадени от строя, завърнали след завръщане в базите тежко ранени. Пленниците, граждани на САЩ, Великобритания, Канада, Австралия, Нова Зеландия, Южна Африка, Нидерландия, Югославия и Гърция, са изпращани във военнопленническия лагер на Шуменското плато, където получават хуманно третиране според международните закони. Дори получават заплати, равностойни на съответните чинове в българската войска. Нито един от тях не загива в плен. На 8 септември са натоварени на влак и на 9 септември пристигат в Истанбул, откъдето се завръщат в частите си.

## Личността на Списаревски
Списаревски от малък има трайни интереси към спорта, историята и литературата с фокус върху класическата и руската. Пише стихове, владее перфектно немски и руски език. Изпитва дълбоко уважение към тези две национални култури. Има за свой любим герой подполковник Калитин, защото както казва: “дядо ми е учил някога в Русия и защото Калитин е загинал за България". Пее руски романси и пламенно рецитира Ботев. Ординарецът му в Скопие Стоян Тотев свидетелства: „Така хубаво рецитираше, щото те прави да станеш на бомба.“ „Той беше красив мъж, Аполон. Като тръгнем из главната улица, като го срещнат ученички, студентки, интелигенция, цивилни, така го оглеждат – просто ми е било неудобно. Много правеше впечатление. Не обичаше булевардни лафове и хулигански подхвърляния.“ Ясно предава впечатлението на съвременниците му за него ген.-майор Стоян Стоянов, един от най-близките му приятели. 
| „ | „Има известни личности, които рязко се отличават от околните – срещнеш ли ги веднъж, запомняш ги завинаги. Списаревски беше от този тип хора. Със своята мъжествена, едра и стройна фигура, с особената си походка и с характерен акцент в говора, пламенен родолюбец, защитник на слабите и кавалер той винаги обръщаше внимание на околните. Всички войници го обичаха и уважаваха, защото към тях бе непринуден и разговорлив. Но ядоса ли се за нещо, ставаше страшен. И не за себе си вършеше това, а винаги в защита на другите, на по-слабите. Особено държеше на другарите си. За тях бе готов, без да му мигне окото, да се хвърли и в огъня дори. Но най-остро реагираше, когато го обиждаха като българин.“ | “ |

Добричкият вестник „Добруджанска трибуна“ в брой 139 от 24 юни 2003 г. помества кратко интервю с Кольо Костов, на когото Списаревски е бил ротен командир. Дядо Кольо (род. 1920 г.) твърди, че Списаревски е научил войниците от новоприсъединените земи Добруджа, Македония и Беломорска Тракия да четат и пишат на български език.
Брат му Иван Списаревски свидетелства, че макар да не е бил легионер „Димитър, беше националист и никак не обичаше ремсистите и комунистите.“ Ветеранът Иван Атанасов си спомня, „Списаревски особено се възбуждаше, когато говореше за многострадалната Македония, Добруджа, Тракия, Западните покрайнини, които бяха откъснати от майката родина по силата на Ньойския договор.“ Негови съвременници и съвипускници разказват, че предпочитани от него модели на лично поведение са подвизите на императорския полковник Калитин, загинал на турските щикове, но спасил Самарското знаме в руско-турската освободителна война, на Христо Топракчиев, пионер и първа жертва на бойната ни авиация. Уважава и цени саможертвата, мотивирана от патриотични подбуди.

На войниците си офицерът Списаревски казва: 
| „ | „Аз съм се венчал за България.“ „Не ни трябват никакви чужденци – нито хитлеристи, нито фашисти. Ние сме българи и трябва да браним всичко българско. Името на България трябва да стои най-високо и да свети като слънце в сърцето ни.“ „Слушайте добре, извънказармените си идеи ще насипете с един вагон нафталин. Не искам в моята рота да се говори за разни Хитлер, Сталин, Чърчил, Рузвелт, Мусолини… Вие сте преди всичко български войници и нашата единствена идея трябва да бъде България.“ „Готов съм да воювам с всички, които посмеят да нападнат България. С руснаците няма да воювам, защото са ни братя, но ако братята решат да ни забият нож в гърба, няма да забравя, че съм българин!“ | “ |

Списаревски твърдо отрича антисемитизма, налаган от доминиращия тогава в Европа немски националсоциализъм и категорично заявява: 
| „ | „Аз пръв ще хвърля бомба отгоре и няма да позволя да бъдат екстрадирани евреите по Дунава!“ | “ |

Списаревски е бил не само изключително физически красив, силен и изискан мъж, но и щедър и великодушен човек, веселяк, душа на компаниите, корав мъж. Той е виртуоз в летенето, много начетен, владее отлично немски и руски, пее, рецитира и е голям кавалер. Неговото изострено чувство за справедливост, безкрайния му патриотизъм и чисто мъжките реакции му и рицарско поведение често му създават много неприятности. Известни са случаите когато в Германия немски офицери отнесли се с недостатъчно уважение към България изпитват юмруците му, началникът на пилотското училище във Вернойхен полковник Остеркампф по този случай строява школата и заявява на своите възпитаници немци, че щял „да се чувства определено щастлив“, ако чуел, че някой от тях „би защитил името на Германия, както този млад българин“, а пилотите нарекли българите „балкански туземци“ са откомандировани и пратени на фронта. Във варненското казино по същите причини и начин наказва самолично самозабравил се българин на служба в италианския флот. По-късно боят не се разминава и на бургаския окръжен полицейски началник, отнесъл се обидно към летец от българската армия. В офицерския клуб в Плевен се разправя на момента с нашенски любители на немски военни маршове, които не разрешавали на оркестъра да изпълнява български песни. В Скопие защитава по същия начин местен турчин от гаврите на германски войници. Пак в Скопие в един ресторант грабва стол и се бие с германски войници, позволили си волности към сервиращите им местни български момичета. Списаревски умело налага войнската дисциплина като обича, защитава и се грижи за войниците, гневът му физически изпитва фелдфебел, позволил си да посегне на войник – Списаревски изтръгва от ръцете му и със силен удар счупва в гърба му летвата, с която ротният фелдфебел Гатев се канил да наказва войника, също така разни началници са уволнени от армията по негов рапорт за злоупотреби с войнишкия порцион.
Спаича, както го наричат, си остава непроменен. Един от най-близките му приятели, генерал-майор Стоян Стоянов, казва за него:
| „ | Отстъплението в боя при каквито и да е обстоятелства му беше чуждо, противно, невъзможно за неговата натура. За Димитър въздушният бой беше ситуация, която го наелектризираше по особен начин, правеше го още по-силен, неустрашим и самоуверен. Да победи във въздуха за него бе нещо, което се разбира от само себе си. Би разкъсал и със зъби противника, но никога не би го оставил да се измъкне невредим. Той влизаше в бой така, както някога в древността суровият воин на Спарта е изпълнявал повелята на своята майка, която като му връчвала щита, е казвала: „С него или на него!“ | “ |

Летецът изтребител Михаил Григоров, служил под командването на поручик Списаревски споделя за него: 
| „ | Винаги, когато той говореше за България и споменаваше нейното име или разказваше за нейната история, за природните ѝ красоти или ставаше дума за достойни българи, гласът му започваше да вибрира, а лицето му се изчервяваше от вътрешно напрежение. Гърдите му се издуваха и той ставаше по-грамаден и внушителен. С гордата си осанка доминираше над всички нас. | “ |

О.з. полк. Петър К. Петров разказва за него: „Та, като мина известно време и Списаревски се поуспокои, започна да лети често, доби увереност в себе си. А той беше добър летец. Спомням си, веднъж бяхме дежурна двойка с Никола Бонев, когато видяхме, че от гарата идва запъхтян Спаича. Изкарайте още един „Доган“, вика, ще летим. Излетяхме тримата и той ни отведе над Пловдив, където започна циркуси, фигури, атаки, слизаше ниско между тепетата… А ние плътно след него. Долу се събра народ да ни гледа… Летим и не знаем какво става, защо нашият командир прави тази въздушна демонстрация над града? Чак като кацнахме, Спаича се засмя радостно и разкри тайната:
| „ | „Днес, бако, се освободи моят роден край! Добрич отново е български! Днес аз черпя!“ И ни отведе в селската кръчмичка, която се казваше „Летец“. На другия ден го извика при себе си командирът на орляка полковник Сапунов и го наказа – един месец отстраняване от длъжност, като му възложи твърде досадна работа – да извърши проверка на войнишкото оръжие. Един месец Спаича ходи като черен облак насам-натам с папка под мишница, а колчем ни срещнеше, викаше: „И вие си начесахте крастата оня ден, а сега аз няма да летя цял месец!“ Нали ни беше командир, всичко се бе струпало върху него.“ | “ |

Буен, неустрашим и дързък е поручик Списаревски и във въздуха. Отстъплението в боя му е напълно чуждо, противно и невъзможно. Полетите си той върши на максимални обороти, в учебен бой атакува с такава стръв, че понякога отнася наказания. Той заявява на другарите си: 
| „ | ..ако някога ми падне насреща противников самолет, ще го изям, па ако ще и с машината да се блъсна в него.. | “ |

А друг път на летище Граф Игнатиево запитан какво ще прави, ако във въздушен бой свърши мунициите той заявява: „Ще го яхна отгоре, но няма да му позволя да тормози нашата земя“, заявява също: „Ще браня столицата, как ще се бия аз сам си зная. Ще го яхна отгоре и пак ще го сваля.“ Още по-категоричен е след няколко дни при инструктаж на починените си, както свидетелства фелдфебел Иван Петров, ги пита: „Неприятелят напира. Иска да бомбардира. Кого? Майка ти, баща ти – и като показва околовръст с пръста си – българския народ. Това е народът, който те храни и облича, обучава те, за да го пазиш. Защото ти си изтребач. Поглеждаш бензиномера, бако (тъй се обръщаше към приятелите си), нямаш „Тунджа“ (авиобензин). Нямаш вече и джепане (муниции). В този момент чувстваш, че от теб тече кръв, ударен си. Пръстите ти тръпнат, вкочаняват се вече. Какво ще правиш?“ Едно момче от Русе, Сашо Обретенов, който се обади: „Господин поручик, ако съм аз, ще се спусна отвесно надолу, за да кацна някъде.“ „Сашо, ти мишена ли ще ставаш, бе?“ 
| „ | Абе ще се блъснеш и ще свалиш поне един бомбардировач, но няма да му дадеш да мине над тая свещена земя и да я поръси с бомби! | “ |

Такова е било веруюто на поручик Димитър Списаревски. По думите на Иван Петков пишещ за летеца: 
| „ | Неговата партия е „България над всичко“, а целта отбраната на Родината. | “ |

Той се готви за логичната си атака с тарана и издържа този изпит пред себе си и пред отечеството. Поведението му е човешки обикновено и в него няма ненужна патетика. Последните му думи, преди да се качи в самолета на 20 декември 43 са съвсем земни:„Гадове, не ме оставихте да си доям фасула..“
Димитър Списаревски като родолюбец силно симпатизира на легионерите макар да не е доказано дали е членувал като знаменосец на Втора мъжка гимназия в София в техни прояви. В средата на 30-те години на 20 век това е най-силната организация, която се опълчва открито срещу Ньойския договор, от който бежанското семейство на Списаревски е не само морално, но и пряко засегнато, както стотици хиляди други българи от откъснатите земи. На демонстрация срещу Ньойския мирен договор, той се сбива със своя съученик ремсиста Стоян Гюров, който участва в контрадемонстрация, т.е. фактически в подкрепа на Ньойския договор. Гюров, по-късно член на ЦК на БКП и посланик в Москва, си отмъщава.

## Памет
Посмъртно поручик Списаревки е отличен с най-високото българско бойно орден „Кръст за храброст“ и е произведен в чин капитан (1943). В 2009 г. му е присвоен чин полковник от ВВС на България.
Списаревски загива само на 27 години в защита на мирното население на София в битка с носещия унищожения враг. Преживе не успява да се ожени, само веднъж полита със своята приятелка от София – Фросия Каблешкова – на учебния самолет Бюкер „Юнгман“ – „Лястовица“. Той и героизмът на българските летци са възпети от поетите като „Торпили от сърца“. Летецът печели не само признателността на софиянци, но тази и на целия български народ.

### Признание преди 9 септември 1944
В САЩ не само сваленият при тарана единствен оцелял летец Робърт Хенри Ренър, пожелал да дари медалите си на майката на Списаревски, и колегата му от другата ударена крепост Макландън, но въобще се отнасят с високо уважение към подвига му и го отразяват подробно в своята военна енциклопедия. Радио Лондон посвещава отделна емисия на този бой, а Токио и Берлин нееднократно изразяват почитта си към българския летец. Признателни столичани, заради които загива, обвиват своя сънародник с „ореола на светец защитник, новия Софийски Свети Георги Победоносец“. Още на 31 декември 1943 г. са отпечатани и бързо разпродадени 100 000 паметни пощенски картички с лика на Списаревски. А за издигнатия две години преди гибелта му от софийските студенти любим на софиянци „Паметник на българския летец“ до Народното събрание с преклонение твърдят, че на фигурата е Списаревски.
Добри Доневски го нарича „златното зърно от житните класове на най-българската земя – Добруджа“. Поетът Иван Коларов го нарича „зърно от класа на Икар“, а композиторът Георги Шогунов пише музиката на марша „Нашите герои орли“, посветен на капитан Списаревски.
Чичото на Списаревски – Коста, в 1943 г. политически затворник в Сливенския затвор, след гибелта на своя племенник праща от затвора телеграма до своя брат, бащата на летеца, в която пише: „Вечна памет на Митко, гордостта на семейството и Родината!“. След геройската му смърт не само армията и гражданството, но и ученици, и студенти, и „Легионът“, и „Бранник“ прославят подвига му, което впоследствие донася гнева на комунистите върху семейството.
Уважението към Димитър Списаревски намира израз в съчувствието към родителите му, които след възвръщането на Южна Добруджа към България се завръщат в гр. Добрич. Бащата, Светозар Списаревски, заема същата длъжност – финансов контрольор в градската община. На заседание на Добричкия градски общински съвет от 6 март 1944 г., с протокол № 2, по доклад на кмета, г-н Веско Василев, се вземат следните решения:
1. Да се преименува ул. „Граф Чано“ на ул. „Капитан Димитър Списаревски“.
2. Да се именова в бъдеще, при изпълнение на приложение на градоустройствения план на гр. Добрич, на името на кап. Димитър. Списаревски, един от централните площади на града.
3. Да се учреди фонд за постройка паметник върху едноименния площад на кап. Димитър Списаревски.
4. Да се преименува с. Рилци, съставно село на Добричката градска община, на кап. Димитър Списаревски.
5. Да се наименова първото построено училище в града на името на кап. Димитър Списаревски. (Ф.131 К, оп.1, а.е.197, л. 152 и 152 обр, Държавен архив гр. Добрич).

Константин Кръстев Кичев от гимназията в гр. Добрич рисува известната картина на битката, публикувана във в-к „Добруджански глас“ в 1944 г.

### Отношение след 9 септември 1944
След преврата на 9 септември 1944 г. отношението към семейството на Списаревски е като към семейство на „царски офицер“ и е изселено от столицата. Причина за това са националистическите му убеждения и участието в преследването на партизани. Подвигът на Димитър Списаревски обаче е признат и от съветския военен комендант на София. На въпроса, в какво е обвинен, му отговарят: „Неговият син капитан Списаревски беше летец изтребител, блъсна се като жива торпила в самолета на нашия антифашистки съюзник и го свали.“ с думите: „Почему так? Он не враг, он погиб для Родины! Он ваш герой!“ (Защо така? Той не е враг, той е загинал за Родината! Той е ваш герой!) комендантът задрасква името на бащата на Списаревски от списъка с набелязаните за неблагонадеждни и временно го спасява от репресия.
След 1944 г., по време на социалистическия режим в България, независимо от официалната антиамериканска пропаганда, името на капитан Димитър Списаревски като национално убеден „царски“ се цензурира и се споменава само в ограничен кръг специализирани публикации. В продължение на 40 години подвигът му остава неизвестен. Не се споменава и името на неговия чичо, Димитър Списаревски – достоен български офицер и поет, загинал като парламентьор при сърбите в края на Междусъюзническата война при Злетовската река.
В първите месеци след 9 септември бащата Светозар Списаревски е уволнен от службата си в общината в Добрич от управляващия орган. Околийския комитет на Отечествения фронт гр. Добрич с протокол № 33 от 5 декември 1944 г. решава: „Не се дава служебна бележка на Светозар Списаревски, бивш контрольор при Добричката община, уволнен като фашист.“ (ф.11, оп 2, а.е. 3А). От 12-те участници в това заседание четирима са бъдещи кметове на Добрич, управлявали го общо над 15 години. На майката на Димитър Списаревски, Ветка (Елисавета) Списаревска, за дълго време е отнета пенсията, защото синът ѝ бил „царски офицер“ занмавал се с „фашистка дейност“. Брат му е уволнен от армията. Във филм за Списаревски негов сродник споделя: „Списаревски е щастлив, че е загинал, защото след 9 септември 1944 г. комунистите положително щяха да го убият.“
Писателите Емилиян Станев, Серафим Северняк, Слав Караславов, които искат да пишат за подвига на Списаревски, не получават одобрение. Дипломатът Стоян Гюров е посланик в Москва. В гимназията е имал остър конфликт със Списаревски заради политически спорове. След публикация за Списаревски във в. „Поглед“, повдига въпроса и го поставя пред Тодор Живков.
Саможертвата на героя от Добруджа е акцент в спомените на летеца изтребител Стоян Стоянов „Ние бранихме тебе, София“. Книгата успява да преодолее цензурата през 1972 г., след „около 15 години родилни мъки“ от завършването на черновата. Забавянето е заради стремежа на автора да прослави Списаревски. Два месеца след публикацията авторът изпраща „Писмо до другаря Тодор ЖИВКОВ, в защита на капитан-летеца Димитър Светозаров СПИСАРЕВСКИ“, където заявява:  „Списаревски и всички останали летци-изтребители, живи и загинали през това време, защитавахме само НАШЕТО, РОДНОТО НЕБЕ, българската земя, българските градове и българските граждани. Списаревски не е бил за и със германските окупатори. Той беше българин и умря като такъв…“ . Във второто издание на „Ние бранихме тебе, София“ през 1986 г. вече се появява по-дълъг разказ за подвига на Димитър Списаревски.

### Признание след 10 ноември 1989
След 1989 г. забраната за публикации пада. Издадени са книги, брошури, статии, посветени са му телевизионни предавания, лекции и филми.
Неговото име носи клубът на летците „Кап. Димитър Списаревски“. Ежегодно в София се провежда възпоменателно факелно шествие „Списаревски марш“.
В годините след 1994 г. управата и гражданството на Добрич ежегодно уреждат възпоменателни прояви в дните около деня на раждането му и на гибелта му. Посветена му е и песен – „Балада за Списаревски“, написана от Светла и Иван Илиеви.
Първи в начало на 1990-те е публикуван сборникът на СВВНВУ „Капитан Димитър Списаревски летец изтребител, живата торпила – живот и гибел“. Преиздаден от изд. Еъргруп 2000, София.
Младата добричка писателка Кремена Желязкова издава книгата „Наричаха го Спаич“ (изд. „Авангард“, София, 2009) и пише пиесата „Поема за Спаича“ посветена на героя. Кремена Желязкова е внучка на Кольо Костов, на когото Списаревски е бил ротен командир.
Любен Овчаров пише за него своята творба „Списаревски – Повест за живата торпила“ (изд. „Пропелер“, София, 1998).
Само до края на 2011 г. в 10 интернет страници за Списаревски има над 500 статии.
Днес Списаревски е сред най-почитаните и популярни български герои не само от възрастните, но и за българските младежи, включително и сред тези с леви убеждения.
Емил Кацаров пише за него „Документален разказ“.
Филмът „В търсене на Списаревски“ (2013) на Адела Пеева е посрещнат нееднозначно. Пропуснати са много от съществуващите документи, живи свидетели и известното от съратници на летеца, оставили автентични сведения за героя, като Стоян Стоянов, Чудомир Топлодолски, Петър Петров, Петър Манолев, Михаил Григоров. Добричката общественост също не приема добре представянето на филма в родния град на героя.
През 2023 г., проф. Станимир Станев от Шумен, съвместно с авиоинженер Орлин Георгиев, публикуват в Годишника на Шуменския университет „Епископ Константин Преславски“, научната сатия: „Относно падналите съюзнически самолети през Втората световна война на българска територия – реалистичен анализ.“
Орлин Георгиев, със съдействието на проф. Станимир Станев от Шумен, издава книгата: „Димитър Списаревски - Живот, легенди митове и Факти“, в която се публикуват за първи път в България карти на всички свалени и намерени на земята съюзнически самолети през Втората световна война, както и редица снимки и незвестни писма и факти за въздушния бой на 20.12.1943 г.
Издателство „Еър Груп 2000“ с редактор Преслав Панчелиев издава през 2023 г. книгата на големия авиационен писател и доайен Любен Овчаров – „Списаревски. Повест за живата торпила“. В над 230 страници и над 200 снимки, с много данни и факти е разказан с точност животът на нашия летец.
На Димитър Списаревски са издигнати монументи и наречени улици из цяла България:
В Добрич
На ул. „Независимост“ № 14 на сградата на НТС, непосредствено до мястото, където е роден на 19 юли 1916 г., е поставена паметна плоча с барелеф. Открита с военни почести на 23 септември 1994 г. от ВВС – 26 авиобаза Добрич, СВНВУ и гражданството. Барелефът с неговия образ е направен от о.з. майор Петър Кобакчиев. Заедно с плочата с надпис са дарени от клуба на летците – „Кап. Димитър Списаревски“.
През 1991 г. е възстановено името на голямата улица в центъра, където е била и къщата на семейството.
В София
- Ул. „Кап. Димитър Списаревки“ (Карта)
- В кв. „Дружба“ на ул. „Кап. Димитър Списаревки“ в градинката пред бл. 98 е поставен пластичен монумент с плоча от ВВС, СВНВУ и ВМРО, открит 2010 г.
- На бул. „Витоша“ № 134 пред входа на Втора мъжка гимназия (днес 22-ро СОУ), където е учил, в градинката, където е основан футболен клуб „Левски“, в който е играл, е поставена паметна плоча с барелеф, открита преди 2010 г. по инициатива на СВНВУ.

- На ул. „Хан Аспарух“ № 57 на кооперацията, където е живял от 1932 до гибелта си през 1943 г. е поставена паметна плоча с барелеф, официално открита с военни почести на 20 декември 2012 г. от МО и СВНВУ.[52][53]
- В Централни гробища, в Алеята на летците, където е погребан – надгробен паметник с плоча, поставена преди 2010 г. след изчезването на автентичния бронзов релеф и надпис.
- В Централни гробища, Мемориал на загиналите във войните български пилоти пред Алеята на летците – паметна плоча заедно с тези на другите загинали летци. Открит преди 2010 г.
- Улицата в с. Пасарел, водеща от площада в центъра към началото на пътеката за лобното му място, е кръстена на негово име.
- В с. Пасарел на къщата на очевидеца на подвига му бай Санде, между църквата и детската площадка на ул. „Кап. Д. Списаревски“ № 12, собственикът е поставил на оградата паметна плоча с релеф на летеца и е оформил кът с парапети и кашпи.
- В местността „Стражарски дол“, на около 2,5 км северозападно от с. Пасарел в Лозенската планина на мястото, където загива на 20 декември 1943 г., е изграден паметен парков кът на екотуристическата пътека „Лозенска планина“ към връх Полувраг. Поставена е плоча, кръст, ковуклия за палене на свещи, метална арка и пана с имената за загиналите му другари. Има ограда, оцветени в националните ни цветове камъни, български знаменца, заслон с пейки и масички. Поддържа се от БТС, семейството, патриотични организации и местните хора.
- В ж.к. „Иван Вазов“ в градинката на ул. „Доктор Стефан Сарафов“ и бул. „Петко Каравелов“ е почетено името му на паметник на летците, загинали защитавайки небето на София 1943 – 44 година. Паметникът е посветен на него и на всички останали загинали летци. Издигнат е през 2007 г. по инициатива на СВНВУ и гражданството.
- Паметник на летеца издигнат от българското студентство в 1941 г.
- Паметна морена на загиналите в бомбардировките на София поставена наблизо от сдружение Мати Болгария в 2004 г., в двата края на градината „Св. Климент Охридски“ до парламента
- Монументът на пл. „Авиация“ на „4-ти км“ на бул. „Цариградско шосе“, представляващ десетметрови стилизирани криле, обгърнали пилон с орел – символ на военновъздушната мощ. Издигнат от ВВС, открит от президента на 17 октомври 2012 г.
- Първият бюст паметник на Димитър Списаревски е поставен по инициатива на местни граждани и общината, ВМРО и БНС и др. в центъра на с. Пасарел, където героят загива на 20 декември 1943 г. Поставен на площад „Капитан Петко войвода“, автори: скулпторът Тодор Караманов, каменоделецът Димитър Антов и арх. Миломир Богданов. Официално открит с военни почести и църковна служба на 20 декември 2014 г.[54][55]

В Лом
- На фасадата на ДНА в града, в който е живял е имало плоча барелеф, поставена в 1990 г. от СВНВУ. Липсва, не е възстановена.

В Пловдив
- В Музея на авиацията, летище Крумово – паметна плоча с барелеф на постамент. Поставена от ВВС преди 2008 г.

В Казанлък
- Една от трите поименни паметни плочи на „пилоти, прославили българските ВВС“, поставени на 19 декември 2013 г. от МО на стария паметник на загиналите летци от Казанлъшкото военновъздушно училище във ВФ 22180 от 61-ва Стрямска бригада. Открита от началника на отбраната, постоянния секретар на отбраната, командира на 61-ва механизирана бригада и кмета на града.

В Белоградчик
- Паметникът се намира в централната градска част. В Белоградчик е родена майката на Димитър Списаревска Елисавета, след окупацията на Южна Добруджа от Румъния семейството се премества в този град и живее в родната ѝ къща.[56] Паметникът е по проект на арх. Миломир Богданов, изработен е от Димитър Антов, материалите са осигурени с дарения. Инициативата е на патриотичния клуб „Криле на нацията“.[57][41]

## В популярната култура
Песента „Звезда над София“, вдъхновена от подвига на Димитър Списаревски, е издадена от група „STereoRush“ през юни 2015 г. На 13 юни 2017 г. излиза и официалният видеоклип в Ютюб. Маршът „В памет на Списаревски“, по музиката на Ради Радев и текста на Марио Лалчев е създаден през 2025 г. и изпълнен от Представителния духов оркестър на българската национална гвардия със солист Орлин Павлов.

## Военни звания
- подпоручик – 14 февруари 1939
- поручик – 3 октомври 1941
- капитан – 1944 (посмъртно)
- полковник – 2009 (посмъртно)